# Absit omen
La locuzione latina absit omen (lett. "sia assente il presagio") è una locuzione con la quale si vuole allontanare la mala sorte, che si ritiene altrimenti possa presagirsi da un fatto o evento: ad esempio nell'apprendere che il proprio medico curante si chiama Della Morte.
Si tratta della locuzione contraria a sit omen o accipio omen (lett. "[ne] traggo un presagio"), con cui viceversa si fanno voti perché un determinato presagio si riveli veritiero.